# サナンダジュ郡
サナンダジュ郡（ペルシア語: شهرستان دهگلان）とは、イランのコルデスターン州に属する郡である。郡中心市はサナンダジュ。
2006年の調査では人口409,628人、105,247世帯。郡は中心地区とKalatrazan地区の2つに区画され、サナンダジュとシェヴィーシェの2つの市が属している。